# Atiq Rahimi
Atiq Rahimi (Kabul, 26 febbraio 1962) è uno scrittore e regista cinematografico afghano naturalizzato francese.

## Biografia
Figlio di un funzionario statale, nasce nel 1962 a Kabul e frequenta le scuole superiori al Liceo Esteqlal. Dopo l'invasione sovietica, Rahimi fugge dall'Afghanistan, trovando rifugio in Pakistan per un anno e quindi trasferendosi in Francia all'ottenimento dell'asilo politico.
Completati i suoi studi alla Sorbona, Rahimi ha collaborato con una casa di produzione di Parigi, dove ha realizzato sette documentari per la televisione francese e numerosi spot pubblicitari.
A partire dalla fine degli anni '90, Rahimi si è cimentato con il suo primo progetto letterario. Il suo romanzo del 2000, Terra e cenere, scritto nella lingua persiana dell'Afghanistan, è diventato un immediato best seller in Europa ed in Sud America. L'adattamento cinematografico del romanzo, diretto dallo stesso Rahimi, ha vinto il Prix du Regard vers l'Avenir al Festival di Cannes 2004. Il film ha partecipato a 50 festival cinematografici, ottenendo 25 riconoscimenti compreso quello di Cannes ed il premio Golden Dhow per il miglior lungometraggio allo Zanzibar International Film Festival.
Nel novembre 2008, Rahimi ha vinto il più prestigioso premio letterario francese, il Premio Goncourt, con Pietra di pazienza, romanzo descritto come "sobrio e vivo" dal ministro francese della cultura Christine Albanel. Questo quarto libro di Rahimi, il primo scritto in francese, racconta la storia di una donna il cui marito è stato ferito in battaglia in un luogo che assomiglia all'Afghanistan ed ora giace paralizzato come una pietra.
Ritornato nel 2002 nel nativo Afghanistan, Rahimi collabora in qualità di consulente creativo senior con il Moby Group, il più importante gruppo editoriale del Paese. Rahimi, che si divide tra Kabul e Parigi, continua a lavorare in stretta collaborazione con Moby Group nella realizzazione di programmi per le sue produzioni e nello sviluppo e nella formazione di una nuova generazione di maestranze cinematografiche e di registi afghani.
Nel 2012 Rahimi ha scritto in collaborazione con Jean-Claude Carrière la sceneggiatura del film tratto da Pietra di pazienza, film di cui ha curato la regia, il cui titolo in italiano è Come pietra paziente.

## Opere

### Libri tradotti in italiano
- Atiq Rahimi. Terra e cenere. Torino, Einaudi, 2010. ISBN 978-88-06-15686-2.
- Atiq Rahimi. Le mille case del sogno e del terrore. Torino, Einaudi, 2003. ISBN 978-88-06-16634-2.
- Atiq Rahimi. L'immagine del ritorno. Torino, Einaudi, 2004. ISBN 978-88-06-17109-4.
- Atiq Rahimi. Pietra di pazienza. Torino, Einaudi, 2009. ISBN 978-88-06-19709-4.
- Atiq Rahimi. Maledetto Dostoevskij. Torino, Einaudi, 2012. ISBN 978-88-06-21083-0.
- Atiq Rahimi. Grammatica di un esilio. Udine, Bottega Errante Edizioni, 2018. ISBN 978-88-99-36814-2
- Atiq Rahimi I portatori d'acqua. Torino, Einaudi, 2020. ISBN 978-88-06-24404-0
- Alice Rahimi e Atiq Rahimi, Se solo la notte, traduzione di Emanuelle Caillat, Torino, Einaudi, 2024, ISBN 978-88-06-25742-2.

### Film
- Khākistar o khāk (2004)
- Come pietra paziente (2012)